# Čepičatka jehličnanová
Čepičatka jehličnanová (Galerina marginata) je smrtelně jedovatá dřevokazná houba z čeledi límcovkovitých.

## Výskyt
Je běžná na všech kontinentech severní polokoule, byla zaznamenána i v Austrálii. Jedná se o houbu dřevokaznou, která žije především na rozkládajícím se dřevě jehličnanů.

## Otrava
Je prudce jedovatá, obsahuje stejné amatoxiny jako muchomůrka zelená. Ty způsobují chemické poškození jater vedoucí k zvracení, průjmu a bez včasného ošetření i k smrti. Ojediněle dochází k otravám touto houbou u lidí, kteří ji zamění za psychoaktivní houby z okruhu lysohlávky srbské; tyto druhy mohou růst na stejných místech a jsou poněkud podobné.[zdroj?]